# Carsten Herrmann-Pillath
Carsten Herrmann-Pillath (n. 1959 en Dessau) es un profesor de economía y sinólogo alemán. Herrmann-Pillath es profesor universitario en Fráncfort del Meno y Witten y un representante general de la teoría de la evolución economía. La actividad docente envolve una position minor porque el profesor sostene la teoría de la evolución economía es un campo de investigación autónomo.

## Edición
Artículos recientes
- Diversity, Identity and the Indeterminacy of the Size of Nations. A Critique of the Alesina School from the Viewpoint of Evolutionary Political Economy, (forthcoming, European Journal of Law and Economics, 2008). SSRN-link.
- Identity Economics and the Creative Economy, Old and New, Cultural Science Vol. 1(1), SSRN-link
- Deducing Principles of Economics From Ontological Constraints on Information, Invited paper presented at the 2008 Annual Meeting of the Association for Evolutionary Economics, Clarence Ayres Visiting Scholar, in: Journal of Economic Issues XLII(2), 2008: 317-325.
- International Market Access Rights and the Evolution of the International Trade System, in: Journal of Theoretical and Institutional Economics, 164(2), 2008, 302—326
- Deliberative Trade Policy, in: Evolutionary and Institutional Economics Review, 3(2), 2007, 209-238
- Reciprocity and the Hidden Constitution of World Trade, in: Constitutional Political Economy 17(3), 2006, 133-163
- Endogenous Regionalism, in: Journal of Institutional Economics 2(3), 2006, 297-318.
- The True Story of Wine and Cloth. Building Blocks of an Evolutionary Political Economy of International Trade, in: Journal of Evolutionary Economics 16(4), 2006, 383-417.
- Cultural Species and Institutional Change in China, in: Journal of Economic Issues XL(3), 2006: 539-574.
- Por una colección de artículos en inglés, véase: SSRN-link